# Grad Lindek
Grad Lindek (nemško Lindegk, Lindeck) stoji na Grajskem hribu na pobočju Stenice, severno nad Frankolovem in nad Belim potokom. Grad, ki je bil pozidan v začetku 13. stoletja, pozneje prezidan, so pustili propasti koncem 18. stoletja; njegove mogočne ruševine še kažejo romansko grajsko jedro in obodne zidove iz gotske dobe.

## Zgodovina
Grad Lindek so po vsej verjetnosti postavili krški škofje v začetku 13. stoletja, upravljali pa so ga vitezi Lindeški, med katerimi je prvi omenjen vitez Heinz leta 1275, ki so bili ministeriali krške škofije. Gospostvo Lindek se je nahajalo na ozemlju, ki je leta 1042 z dediščino grofice Heme Breško-Selške pripadlo krškemu samostanu in trideset let pozneje novoustanovljeni krški škofiji. V listinah se grad neposredno omenja leta 1264 kot Lindecke, leta 1333 kot castrum Lindek,  nato leta 1343 kot Lyndegk in leta 1441 kot haus Lindegk. Ime izvira iz nemškega izraza za lipo (die Linde), ki je bila tudi element v lindeškem grbu. 
Lindeški (Vitanjski) vitezi, ministeriali krške škofije, so grad upravljali od leta 1258  (Henricus de Lindecke) in jih na Štajerskem najdemo vse do 16. stoletja, ko so izumrli. Kot krški kastelani se pojavljajo na gradovih v Pilštanju in Vitanju, ter kot fevdalci v Gornji Radgoni. V 14. stoletju so nekaj posesti pridobili na Kranjskem. V začetku 14. stoletja znani vitez Wulfing I. Lindeški (1299-1335) se večkrat pojavlja v krogu Ulrika Žovneškega. V drugi polovici 14. Stoletja sta poznana Wulfing II., ki je bil zet Henrika Hebensteita in Popo, ki se je do leta 1414 imenoval po Vitanju, kjer je imel stolp in nekaj krških fevdov, sicer pa je živel na Celjskem dvoru. Njegova hči Kunigunda je bila opatinja v samostanu v Mekinjah. Štajerska veja je sredi 14. stoletja izgubila grad Lindek in dobila službo na Celjskem dvoru. Leta 1404 je Friderik Lindeški ponovno pridobil gospostvo in grad Lindek v najem in fevd od krškega škofa Konrada. Njegovi dediči so grad ohranili vse do konca 16. stoletja. Friderika je leta 1412 nasledil sin Hans, tega pa leta 1467 njegov sin Ludvik. Za časa Ludvika je gospostvo imelo 60 kmetij, leta 1542 pa samo še 36, kar kaže na obubožanje Lindeških. Habsburški seznam deželnih sovražnikov vsebuje tudi prej omenjenega Hansa Lindeškega, ki je v listinah po letu 1422 imenovan kot vazal Celjskih grofov. Na začetku 17. stoletja se Lindeški vitezi zadnjič omenjajo v pisnih virih. 
Med leti 1580-1613 je bil lastnik gradu Hans Seidl, po katerem ga je podedovala  Katarina Strassberger, ki je bila med leti 1613-1621 lastnica gradu in gospostva Lindek, ki sta jo nasledila sinova Adam in Johann Strassberger. Grad je bil 1678, ko ga je na svojem zemljevidu skiciral Vischer, praktično še cel, le stolp je že bil brez strehe. Ob koncu 17. stoletja je bil lastnik gradu Krištof pl. Fuhrenberg.  Nato pride grad v posest baronov Tauffenbachov in leta 1720 ga je Jožefa Katarina baronica Tauffenbach prodala kaplanu Janezu Jerebu, ki je bil lastnik naslednjih deset let. Grad in posestvo sta zatem prešla v last Marije Ane in Johana pl. Conti di Camisano. Okoli leta 1792  posestvo preide v kmečke roke oziroma je lastnik Ferdinand Verstovšek, grad je opuščen in prepuščen propadanju, saj so njegove ruševine omenjajo leta 1876. Obljuden naj bi bil še sredi 18. stoletja, nakar so ga opustili. Zadnji je v njem do leta 1758 prebival Franc Wolf. Leta 1930 je grajske razvaline kupil mariborski učitelj Ramšak.